# Ordre du Soleil levant
Pour les articles homonymes, voir Soleil levant et ordre du Soleil (homonymie).
L’ordre du Soleil levant (旭日章, Kyokujitsu shō) est un ordre japonais établi en 1875 par l'empereur Meiji.
Cet ordre a été la première décoration créée par le gouvernement japonais. Il a été institué le 10 avril 1875 par décret en Conseil d’État. Comportant à l'origine une classe unique, il a été réorganisé en neuf classes en 1888. Jusqu'à sa réforme en 2003, il était réservé aux hommes et constituait la plus haute distinction japonaise après l'ordre du Chrysanthème. Son équivalent féminin était l'ordre de la Couronne précieuse.

## Décoration
L'emblème est composé d'une étoile à 32 rayons émaillés de blanc au centre de laquelle se trouve un macaron de pâte de verre rouge. Il s'agit d'une évocation d'un soleil levant avec ses rayons de lumière, le nom du Japon se traduisant littéralement par « soleil levant ». La décoration est pendue à une bélière figurant le Kiri-mōn (桐紋), représentation figurée d'une inflorescence de paulownia impérial. Le nombre de fleurs sur la bélière dépend de la classe de la décoration. Le ruban est blanc liseré de rouge.

## Port
La première classe se porte en cordon avec une plaque sur le sein gauche. La deuxième classe se porte en sautoir avec la plaque. La troisième se porte en sautoir sans plaque. La quatrième classe se porte au sein gauche avec une rosette. La cinquième classe se porte à l'identique sans rosette. La décoration n'est plus qu'à moitié dorée. La sixième classe se porte à l'identique, la médaille étant seulement argentée. La septième classe ne comporte que la bélière. La huitième classe est une médaille de bronze non émaillée représentant le kiri-mōn. Ces deux dernières classes ont été supprimées en 2003.

## Classe avec fleurs de Paulownia et réforme de 2003
Lors de sa réorganisation en 1888, une classe exceptionnelle fut créée au sommet de la hiérarchie de l'ordre : la première classe avec fleurs de Paulownia. Elle possédait une décoration et un cordon particuliers. La médaille comportait toujours un macaron de pâte de verre rouge, mais entouré de trente-deux rayons émaillés de rouge. Un second rang de rayons émaillés de blanc formait une croix à quatre branches entre lesquelles se trouvaient douze fleurs de paulownia impérial représentées de face. Une plaque identique était portée au sein gauche. La décoration était suspendue à un ruban rouge liseré de blanc par une bélière semblable à celle des autres classes.

Ruban de première classe avec fleurs de paulownia.

Cette classe particulière a été séparée de l'ordre du Soleil levant en 2003 pour former un ordre distinct : celui des fleurs de Paulownia, qui se situe en ordre de préséance entre ceux du Chrysanthème et du Soleil levant. Dans le même temps, ce dernier, auparavant réservé aux hommes, a été ouvert aux femmes.

## Rubans
| Ruban | Classe                             | Grade japonais                             | Équivalence française |
| ----- | ---------------------------------- | ------------------------------------------ | --------------------- |
|       | Première classe                    | Grand cordon                               | Grand croix           |
|       | Deuxième classe                    | Étoile d'or et d'argent                    | Grand officier        |
|       | Troisième classe                   | Rayons d'or en sautoir                     | Commandeur            |
|       | Quatrième classe                   | Rayons d'or avec rosette                   | Officier              |
|       | Cinquième classe                   | Rayons d'or et d'argent                    |                       |
|       | Sixième classe                     | Rayons d'argent                            | Chevalier             |
|       | Septième classe (supprimé en 2003) | Médaille des feuilles de Paulownia verte   |                       |
|       | Huitième classe (supprimé en 2003) | Médaille des feuilles de Paulownia blanche |                       |

## Titulaires

### 1reclasse: grand cordon
- 1882 : Nicolas II
- 1908 : Tokugawa Yoshinobu
- 1978 : Kenjirō Shōda, mathématicien
- 2011 : Philippe Faure, diplomate
- 2012 :
  - Abdelmalek Benhabylès[3].
  - John Major
- 2013 : François Fillon
- 2020 : Laurent Pic, diplomate français
- Romain Moyersoen
- Konstantin Possiet, ministre de Nicolas II
- Louis-Émile Bertin, par l'empereur Meiji.
- Paul Maistre, militaire français
- André Malraux, ministre français
- Konrad Adenauer
- François Lefebvre de Laboulaye, diplomate
- Léon Delacroix, ministre d'État, Belgique
- Paul de Smet de Naeyer, ministre d'État, Belgique
- Jigorō Kanō, le fondateur du judo kodokan, Japon
- 1959 : Robert Schuman, pour son action en qualité d’ancien ministre des affaires étrangères en faveur de la création du Musée d’art occidental de Tokyo

### 2eclasse: grand officier
- 1876 : Gustave Émile Boissonade
- 1887 : Frank Buchman, fondateur du Réarmement moral
- 2009 : Jean-Robert Pitte, géographe
- 2011 : Jean-Noël Robert
- 2019 : Mohamed Nouri Jouini, ancien ministre tunisien de la Planification et de la Coopération internationale[4]
- Jules Louis Valantin, gouverneur de Verdun
- Léonce Verny
- Gaston Raoul Marie Grandclément
- Charles Le Gendre
- Claude Lévi-Strauss, étoile d'or et d'argent, le 26 mai 1993.
- Jean-Yves Le Gall, ancien président du CNES, le 29 avril 2015.

### 3eclasse: commandeur
- 1938 : Jigorō Kanō, le fondateur du judo kodokan, Japon
- 1973 : Jirō Horikoshi, ingénieur aéronautique
- 1982 : Taiichi Ohno, ingénieur mécanique et père du Toyota Production System
- 1999 : Henry de Lumley, anthropologue français
- 2005 : Judit Hidasi, japanologue
- 2005 : Jean-François Jarrige, Président du Musée national des Arts asiatiques-Guimet, protohistorien et archéologue français[5]
- 2009 : Clint Eastwood, acteur
- 2015 : Ambroise Dupont, Vice-Président du groupe d’amitié France-Japon au Sénat, sénateur du Calvados[6]
- Bernard Perrut, député-maire

### 4eclasse: officier
- 1885 : Léon Dury (1822-1891), docteur, professeur, Consul honoraire du Japon à Marseille
- François Baboulet (1914-2010), peintre
- 2006 : Kunie Tanaka
- 2008 : Kent Nagano
- Charles Aznavour (1924-2018), compositeur, chanteur, acteur
- 2011 : Armen Godel, comédien, metteur en scène, écrivain [7]
- 2012 : Shima Iwashita, actrice
- 2015 : Hank Aaron, joueur de baseball[8]
- 2018 : Jane Birkin, chanteuse , actrice et réalisatrice franco-britannique [9].
- 2020 : Pierre Soulages, peintre[10]

Serge Lasvignes, haut-fonctionnaire 
•  2016 : Michel Motro, Président de Festival de cinéma 

### 5eclasse: chevalier
- Hironori Ōtsuka (1892-1982), Meijin, décoré par l'empereur Hirohito (1966)
- André de Meeûs d'Argenteuil, grand maître de la Maison de la reine Élisabeth.
- Henry Chombart de Lauwe, militaire français

### Classe inconnue
- Shozo Awazu, 9e dan de judo
- Jules Brunet, officier militaire français instructeur de l’armée du shogun Yoshinobu Tokugawa, il se joignit ensuite à ses troupes contre le nouveau pouvoir impérial nippon,
- Étienne de Villaret, le 28 décembre 1886, décoré pour sa participation à la formation de l'armée japonaise.
- Charles-Émile Bertin, décoré par l’empereur Meiji
- Kuki Ryūichi, en 1931[11]
- Auguste Gérard, ambassadeur de France au Japon (1906-1913)
- Mahdi Elmandjra, futurologue marocain, 1986
- François Doumenge, géographe, océanographe et biologiste marin français
- Shigeru Mizuki en 2003[12]
- Shuguro Nakazato, en 2007
- Nobuyoshi Tamura
- Jean Maheu, haut fonctionnaire français
- Tadanori Yokoo Designer graphique, peintre, acteur en 2011
- Pierre-Antoine Gailly ancien président de la CCI Paris Île-de-France et du comité d’échanges franco-japonais
- Kamesuke Hiraga est un peintre, dessinateur et graveur japonais, décoré en 1961
- Gérard Collomb décoré le 4 juin 2012 (rayon d'or en sautoir)
- Paul Bocuse, grand chef cuisinier français
- Shōtarō Ishinomori, mangaka
- Michel Zink, professeur de littérature, médiéviste et écrivain
- Gérard Voisin, député-maire de Charnay-lès-Mâcon
- Anne Hidalgo, maire de Paris (rayons d'or en sautoir, 2021)[13]
- Valérie Pécresse, présidente du conseil régional d'Île-de-France (rayons d'or en sautoir, 2021)[13]

- Jean-François Sabouret (1946-2023), ethnologue et japonologue (rayons d'or en sautoir, 3 novembre 2012)